# 18.ª Brigada Mixta (Ejército Popular de la República)
La 18.ª Brigada Mixta fue una unidad del Ejército Popular de la República creada durante la Guerra Civil Española.

## Biografía
La unidad se creó en noviembre de 1936, en Albacete. En la jefatura de la brigada estaba el mayor de milicias Juan Modesto, mientras que como comisario político estaba el socialista Alfonso Grande Santobeña, y como jefe de Estado Mayor se encontraba el sargento Ángel Gurrea. Los jefes de batallón eran los mayores de milicias Francisco Carro, Américo Brizuela, Vicente López Tovar y Manuel Plaza.
A pesar de la fuerte resistencia ofrecida por los hombres de la 18.ª BM, tuvo que abandonar sus posiciones del Jarama y perdió Ciempozuelos.FALSO. Ciempozuelos es atacado al anochecer del 5 de febrero de 1937 por un Tabor de Regulares, unos 600 hombres que asaltan una posición defendida por cerca de 2000 republicanos, tres batallones. El ataque se realiza prácticamente a la bayoneta y con cuchillo. Los defensores fueron aniquilados. Se encontraron 1306 cuerpos.Ver partes guerra y hojas de servicio y comprueben la propaganda republicana falseando el tema con la presencia de carros de combate, que no tomaron parte en dicho ataque.
La brigada tuvo su primera participación de combate durante la Batalla del Jarama, en febrero de 1937. Para entonces estaba al mando del teniente coronel Gerardo Sánchez-Monje Cruz. Se encontraba destacada a la altura de Ciempozuelos. Entre los días 6 y 8 de febrero la brigada defendió el puente de Titulcia, sufriendo numerosas bajas durante los combates. El día 8 el jefe de la brigada abandonó el puesto de mando, por lo que pasó a ser mandada por el jefe del primer batallón, Francisco Carro Rozas. En medio de la batalla pasó a quedar integrada en la División «C», mandada por Enrique Líster. A pesar de la fuerte resistencia ofrecida por los hombres de la 18.ª BM, tuvo que abandonar sus posiciones del Jarama y perdió Ciempozuelos. Los días 19 y 25 de febrero tomó parte en los sangrientos asaltos al Vértice Pingarrón. Una vez terminó la batalla, la unidad pasó a formar parte de la 9.ª División y se hizo cargo del mando el teniente coronel de Infantería Fernando Salavera Camps.
Durante el resto de la contienda la brigada no volvió a participar en operaciones militares de entidad, defendiendo el sector de Morata de Tajuña. En diciembre de 1937 la 18.ª BM quedó agregada a la 15.ª División del III Cuerpo de Ejército, aunque posteriormente volvió a quedar adscrita a la 9.ª División y, finalmente, a la 65.ª División de la reserva general del GERC. En marzo de 1939, durante el Golpe de Casado, abandonó sus posiciones y se dirigió a Madrid, donde pasó a formar parte de la reserva del II Cuerpo de Ejército. La 18.ª Brigada Mixta desapareció al rendirse el frente de Madrid el 28 de marzo de 1939.

## Mandos
Comandantes
- Mayor de milicias Juan Modesto Guilloto;
- Teniente coronel de infantería Gerardo Sánchez-Monje Cruz;
- Mayor de milicias Francisco Carro Rozas;
- Teniente coronel de infantería Fernando Salavera Camps;
- Mayor de milicias Juan Bujeda García;
- Mayor de milicias Tomás Lozano Peralta;
- Mayor de milicias Ricardo Martínez Fabregat;
- Mayor de milicias Alejandro Lorenzo Iglesias;